# Selago pulchra
Selago pulchra är en flenörtsväxtart som beskrevs av O.M. Hilliard. Selago pulchra ingår i släktet Selago och familjen flenörtsväxter. Inga underarter finns listade i Catalogue of Life.